# Корвус Глэйв
Корвус Глэйв (англ. Corvus Glaive) — суперзлодей, появившийся в комиксах издательства Marvel Comics, выдающийся член Чёрного Ордена, является союзником Таноса.

## История публикации
Персонаж был создан Джонатаном Хикманом и Джимом Чунгом и впервые появился в серии комиксов Infinity: Free Comic Book Day (май 2013).
Персонаж описывается Хикманом как «наиболее любимый» Таносом. Корвус жесток и высокомерен, являясь самым верным Чёрному Ордену воином, он предал свой народ и продал свою душу Таносу, чтобы преследовать другую славу ".
Редактор Том Бревоорт сказал:

Он был единственным персонажем среди генералов, которых создал Джим, и он был разработан им специально, потому что эта история была сделана, и Джим должен был добраться до него первым. По сути, это ничем не отличается от любой другой задачи дизайна. Джонатан выложил детали персонажей на стол, Джим отправился в город и сделал несколько эскизов — различные черновики для головы и так далее. Мы выбрали из этого, и он ушёл. Он самый выдающийся из пяти лейтенантов. Он является заместителем Таноса и тем, кто с готовностью говорит за него и все же вы хотите, чтобы у него был определённый визуальный контраст с Таносом. Танос — довольно большой, массивный персонаж, и с годами он действительно стал Корвусом — он не худой, но более стройный, более гибкий, более жилистый — что-то вроде отражения глеф, которые он носит. . Он как физическое воплощение этого в некотором смысле.
Оригинальный текст (англ.)He was the one character among the generals who was designed by Jim, and he was designed by Jim specifically because this story was being done and Jim had to get to him first. In essence, this is no different than any other design challenge. Jonathan laid the particulars of the characters out on the table, Jim went to town and did a few designs — different roughs for the head and so forth. We selected from that and away he went. He's the most prominent of the five lieutenants. He's Thanos' second-in-command and the one who most readily speaks for him, and yet you want him to have a certain amount of visual contrast to Thanos. While Thanos is a fairly big, blocky character and really became that over the years, Corvus — he's not skinny, but he's more slender, more lithe, more wiry — sort of in reflection of the glaive weapon that he carries. He's like the physical personification of that in a sense

## Биография
Корвус Глэйв является членом Чёрного Ордена Таноса. Он был выбран из-за своего мастерства в боевых и тактических способностях, и поэтому стал одним из генералов. Он также является мужем другого члена группы Проксимы Полночной. Его первым приказом была атака на Землю, чтобы порадовать своего хозяина[1]. Он напал на высшую школу Джин Грей, но был отозван, когда Эбони Мо обнаружил сына Таноса Тэйна[2]. Корвус был побеждён Гиперионом, а Тэйн одолел группу и заморозил Таноса и Проксиму в янтаре[3]. Однако из-за мощной глефы Корвуса, он смог оживить себя и вернуться к нормальной жизни.[4][5]
Корвус встречается с Нэмором, который освобождает Проксиму и Таноса, и просит, чтобы они присоединились к Заговорщикам из-за своего гнева на Землю[6]. Тем не менее, Нэмор вскоре обнаруживает, что ненавидит тактику Заговорщиков и клянется работать с Иллюминатами, чтобы победить их. Сам Нэмор был предан и остался одинок, а Заговорщики застряли на Земле, которая должна была быть уничтожена. Им всем удалось убежать в Высшую Вселенную Всевышнего, после чего они поклялись отомстить[7]. Они создали «спасательный плот» и сумели выжить после уничтожения всех вселенных.Заговорщики оказались в Мире Битв, где они начали атаковать местных жителей. Тем не менее, Бог Император Дум разогнал группу в различные уголки Мира Битв[9], а Корвус и Проксима были заключены в тюрьму Апокалипсисом[10].
Корвус вернулся в свой дом, когда Вселенная Marvel была восстановлена[11], после чего приступил к созданию своего собственного Чёрного Ордена, медленно строя свою армию по всей галактике, но Танос вернулся и сразился с Корвусом. Когда Корвус понял, что Танос одерживает победу, он, не желая, чтобы его жизнь закончилась смертью от Таноса, взял свою разрушенную глефу и убил себя[12].
Корвус Глэйв позже вернулся из мертвых, когда Чёрный Орден был преобразован «Челленджером» с группой, состоящей также из «Чёрного лебедя», Эбони Мо, психической проекции Супергиганта и возрождённого полузащитника Проксимы и Чёрного карлика. Группа столкнулась с инопланетной версией Летального легиона, созданной Грандмастером в конкурсе, где Земля — поле битвы[13]. Он убит Руж, который в ярости от смерти Человека-факела[14]. После того, как конкурс закончился, Корвус Глэйв появляется в живых, когда он и остальная часть Чёрного Ордена перегруппируются на планете Ангаргал. К ним подошёл Грандмастер, у которого было предложение для них[15].

## Силы и способности
Корвус обладает типичными атрибутами сверхсильного человека, включая сверхчеловеческую прочность, сверхчеловеческую скорость, сверхчеловеческую выносливость и некоторую неуязвимость. Бессмертие Корвуса связано с его оружием глефой, которая, оставаясь не сломанной, позволяет ему пережить что угодно, в том числе быть убитым[1][2]. Сама глефа может разрезать любой материал и человека во вселенной[3]. Сам Корвус может вернуть себе своё оружие к рукам всякий раз, когда он бросает его жестом[4].

## Вне комиксов

### Телевидение
- Корвус Глэйв появляется в мульт -сериале «Мстители, общий сбор!» озвученный Дэвидом Кейем, где он служит Чёрному Ордену Таноса[3].
- Корвус Глэйв появляется в мульт-сериале «Стражи Галактики» в озвучке Дэвида Кейя, повторяющего его роль[3].

### Фильмы
- Корвус Глэйв появился в фильме «Мстители: Война бесконечности». Его роль исполнил Майкл Джеймс Шоу[4][5]. Он и дети Таноса помогают Таносу найти Камни бесконечности; Глэйв и Проксима Полуночная отправляются на поиски Камня Разума находящегося во лбу Вижена. Они встречаются в битве со Стивом Роджерсом, Наташей Романов и Сэмом Уилсоном, а в последующей схватке он побеждён Романов после ожесточённой битвы. Во время битвы в Ваканде, он кажется, пропал без вести в битве, но, когда Алая Ведьма покидает Вижена, чтобы выйти на поле битвы и выясняется, что он с самого начала скрывался в лаборатории Шури, чтобы получить камень Разума. Он отталкивает Шури, но получает травму от Вижена, который нападает на него. Когда Стив Роджерс объявляется, чтобы помочь, он почти умудряется победить Роджерса, но его пронзает от спины Вижен его собственным копьём.
- Корвус Глэйв возвращается в фильме «Мстители: Финал». Он прибывает на базу мстителей из прошлого, но также, как и Танос с остальными его детьми, погибает после щелчка Железного человека.

### Видеоигры
- Корвус Глэйв появляется в качестве играбельного персонажа в «Marvel: Avengers Alliance»[6].
- Корвус Глэйв появляется в качестве босса и играбельного персонажа в «Marvel: Future Fight»[7].
- Корвус Глэйв появляется в качестве играбельного персонажа в «Marvel: Contest of Champions»[8].
- Corvus Glaive появляется в «Lego Marvel Super Heroes 2»[2]. Он появляется в DLC «Война бесконечности».
- Корвус Глэйв появляется как персонаж поддержки в Marvel Puzzle Quest.[9]
- Корвус Глэйв появился как игровой персонаж в Marvel End Time Arena.[10]
- Корвус Глэйв появляется как босс в Marvel Ultimate Alliance 3: The Black Order, снова озвученный Дэвидом Кэем.